# Lancia Aprilia
El Lancia Aprilia és un automòbil de turisme fabricat per la marca italiana Lancia entre els anys 1937 i 1949.
El Lancia Aprilia introduir un disseny aerodinàmic amb un coeficient de resistència que era inusual per a l'època (0,47 segons els mesuraments fets el 1970 al túnel aerodinàmic de Pininfarina), i la suspensió independent per a les quatre rodes. Els frens de tambor posteriors no van ser units a les rodes, sinó que per contra l'entroncament entre l'arbre i el diferencial: la caixa d'engranatges i el diferencial van ser incorporats en un sol bloc.
La tercera sèrie del Ardea (1939), una edició més petita de l'Aprilia, tenia una caixa de canvis de 5 velocitats, amb el cinquè engranatge multiplicat, un sistema elèctric de 12 volts i amortidors hidràulics Houdaille, de doble acció.

## Galeria

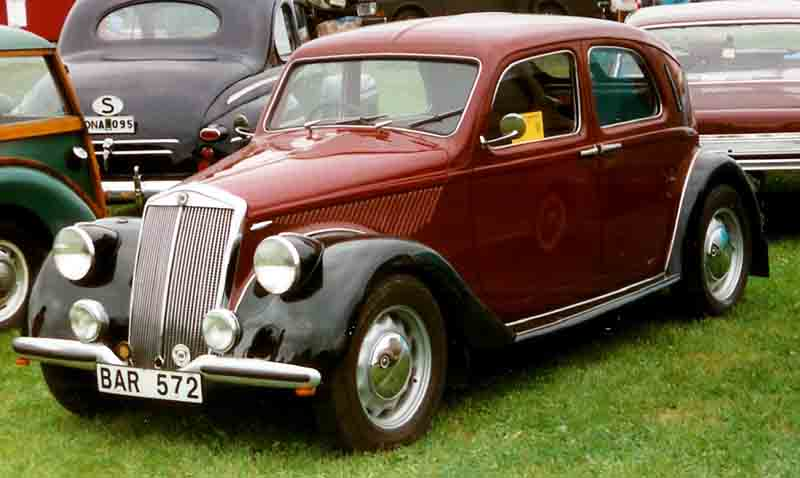
Lancia Aprilia 1937.
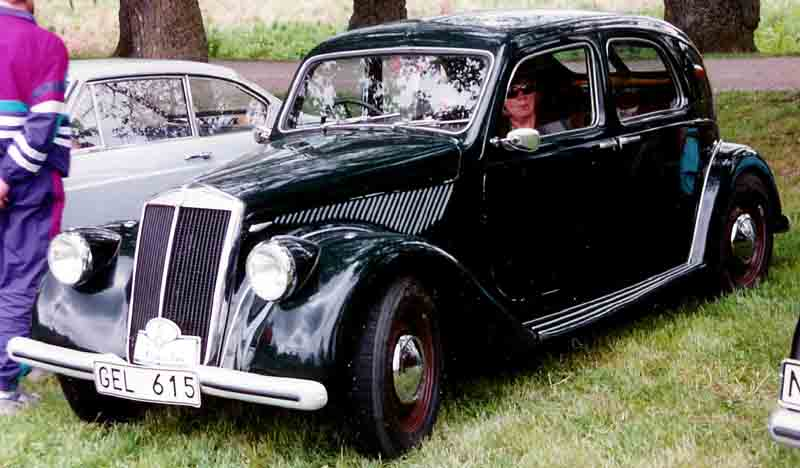
Lancia Aprilia 1947.
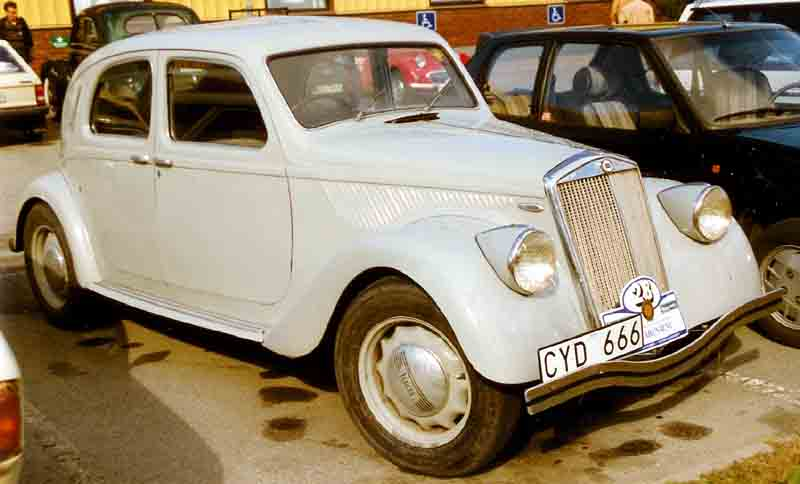
Lancia Aprilia 1939.